# Campagnan
Campagnan est une commune française située dans le centre du département de l'Hérault, en région Occitanie.
Exposée à un climat méditerranéen, elle est drainée par l'Hérault, le Dardaillon, le Rieutort et par un autre cours d'eau.
Campagnan est une commune rurale qui compte 719 habitants en 2022, après avoir connu une forte hausse de la population depuis 1975. Elle fait partie de l'aire d'attraction de Montpellier. Ses habitants sont appelés les Campagnanais et Campagnanaises.

## Géographie

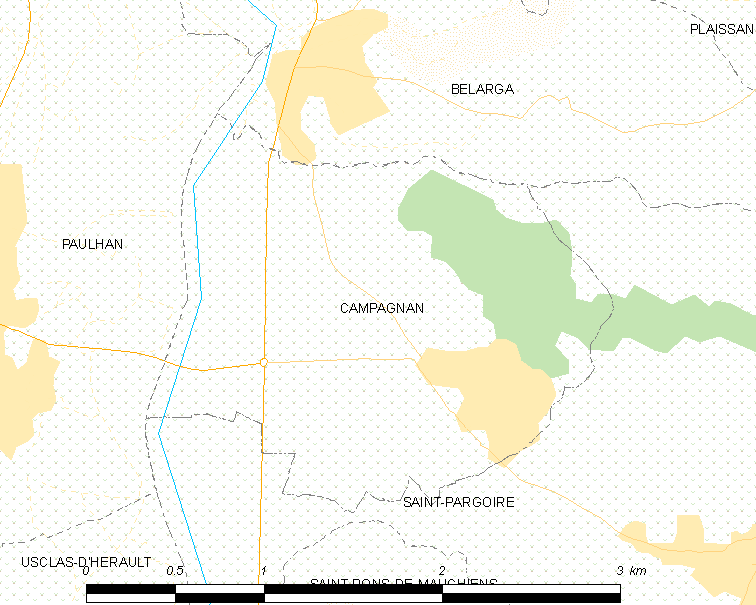
Carte

La commune de Campagnan est située au sein de la Communauté de communes Vallée de l'Hérault. Campagnan appartient au Canton de Gignac, à l'arrondissement de Lodève.
Elle est située à 13 km de Pézenas, 37 km de Béziers et 48 km de Montpellier.

### Communes limitrophes
|         | Bélarga        |                |
| Paulhan | Campagnan      | Saint-Pargoire |
|         | Saint-Pargoire |                |

### Climat
Pour des articles plus généraux, voir Climat de l'Occitanie et Climat de l'Hérault.
En 2010, le climat de la commune est de type climat méditerranéen franc, selon une étude s'appuyant sur une série de données couvrant la période 1971-2000. En 2020, Météo-France publie une typologie des climats de la France métropolitaine dans laquelle la commune est exposée à un climat méditerranéen et est dans la région climatique  Provence, Languedoc-Roussillon, caractérisée par une pluviométrie faible en été, un très bon ensoleillement (2 600 h/an), un été chaud (21,5 °C), un air très sec en été, sec en toutes saisons, des vents forts (fréquence de 40 à 50 % de vents > 5 m/s) et peu de brouillards.
Pour la période 1971-2000, la température annuelle moyenne est de 14,5 °C, avec une amplitude thermique annuelle de 16,4 °C. Le cumul annuel moyen de précipitations est de 722 mm, avec 6,2 jours de précipitations en janvier et 2,6 jours en juillet. Pour la période 1991-2020, la température moyenne annuelle observée sur la station météorologique la plus proche, située sur la commune de Saint-André-de-Sangonis à 12 km à vol d'oiseau, est de 15,5 °C et le cumul annuel moyen de précipitations est de 652,4 mm,. Pour l'avenir, les paramètres climatiques de la commune estimés pour 2050 selon différents scénarios d’émission de gaz à effet de serre sont consultables sur un site dédié publié par Météo-France en novembre 2022.

### Milieux naturels et biodiversité
Aucun espace naturel présentant un intérêt patrimonial n'est recensé sur la commune dans l'inventaire national du patrimoine naturel,,.

## Urbanisme

### Typologie
Au 1er janvier 2024, Campagnan est catégorisée commune rurale à habitat dispersé, selon la nouvelle grille communale de densité à sept niveaux définie par l'Insee en 2022.
Elle est située hors unité urbaine. Par ailleurs la commune fait partie de l'aire d'attraction de Montpellier, dont elle est une commune de la couronne,. Cette aire, qui regroupe 161 communes, est catégorisée dans les aires de 700 000 habitants ou plus (hors Paris),.

### Occupation des sols
L'occupation des sols de la commune, telle qu'elle ressort de la base de données européenne d’occupation biophysique des sols Corine Land Cover (CLC), est marquée par l'importance des territoires agricoles (71,2 % en 2018), en diminution par rapport à 1990 (75 %). La répartition détaillée en 2018 est la suivante : 
cultures permanentes (71,2 %), forêts (16,9 %), zones urbanisées (11,9 %). L'évolution de l’occupation des sols de la commune et de ses infrastructures peut être observée sur les différentes représentations cartographiques du territoire : la carte de Cassini (XVIIIe siècle), la carte d'état-major (1820-1866) et les cartes ou photos aériennes de l'IGN pour la période actuelle (1950 à aujourd'hui).

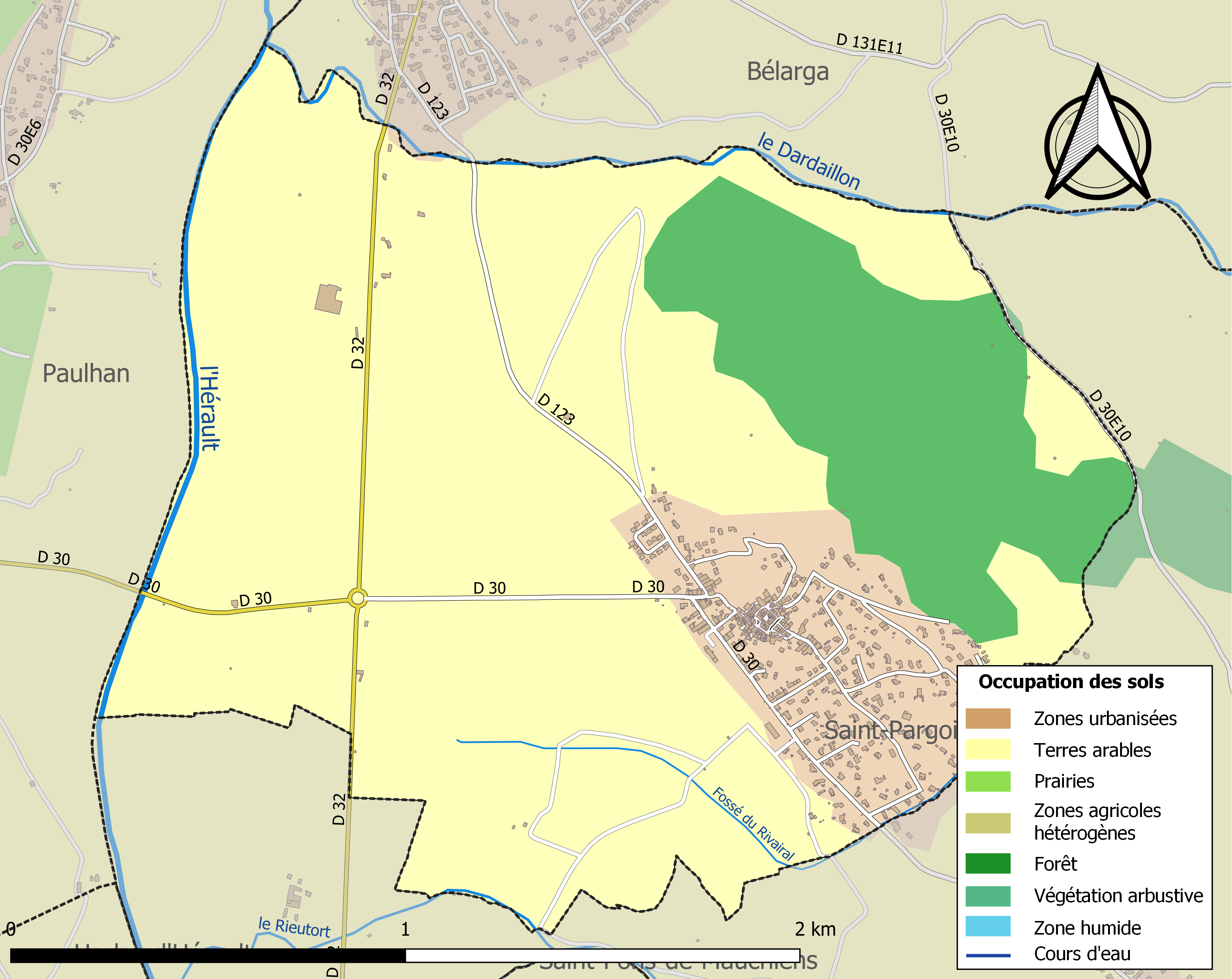
Carte des infrastructures et de l'occupation des sols de la commune en 2018 (CLC).

### Risques majeurs
Le territoire de la commune de Campagnan est vulnérable à différents aléas naturels : météorologiques (tempête, orage, neige, grand froid, canicule ou sécheresse), inondations, feux de forêts et séisme (sismicité faible). Il est également exposé à deux risques technologiques,  le transport de matières dangereuses et la rupture d'un barrage. Un site publié par le BRGM permet d'évaluer simplement et rapidement les risques d'un bien localisé soit par son adresse soit par le numéro de sa parcelle.

#### Risques naturels
Certaines parties du territoire communal sont susceptibles d’être affectées par le risque d’inondation par débordement de cours d'eau, notamment l'Hérault et le Dardaillon. La commune a été reconnue en état de catastrophe naturelle au titre des dommages causés par les inondations et coulées de boue survenues en 1982, 1984, 1990, 1994, 1996, 1997, 2002, 2003, 2014 et 2019,.
Campagnan est exposée au risque de feu de forêt. Un plan départemental de protection des forêts contre les incendies (PDPFCI) a été approuvé en juin 2013 et court jusqu'en 2022, où il doit être renouvelé. Les mesures individuelles de prévention contre les incendies sont précisées par deux arrêtés préfectoraux et s’appliquent dans les zones exposées aux incendies de forêt et à moins de 200 mètres de celles-ci. L’arrêté du 25 avril 2002 réglemente l'emploi du feu en interdisant notamment d’apporter du feu, de fumer et de jeter des mégots de cigarette dans les espaces sensibles et sur les voies qui les traversent sous peine de sanctions. L'arrêté du 11 mars 2013 rend le débroussaillement obligatoire, incombant au propriétaire ou ayant droit,.

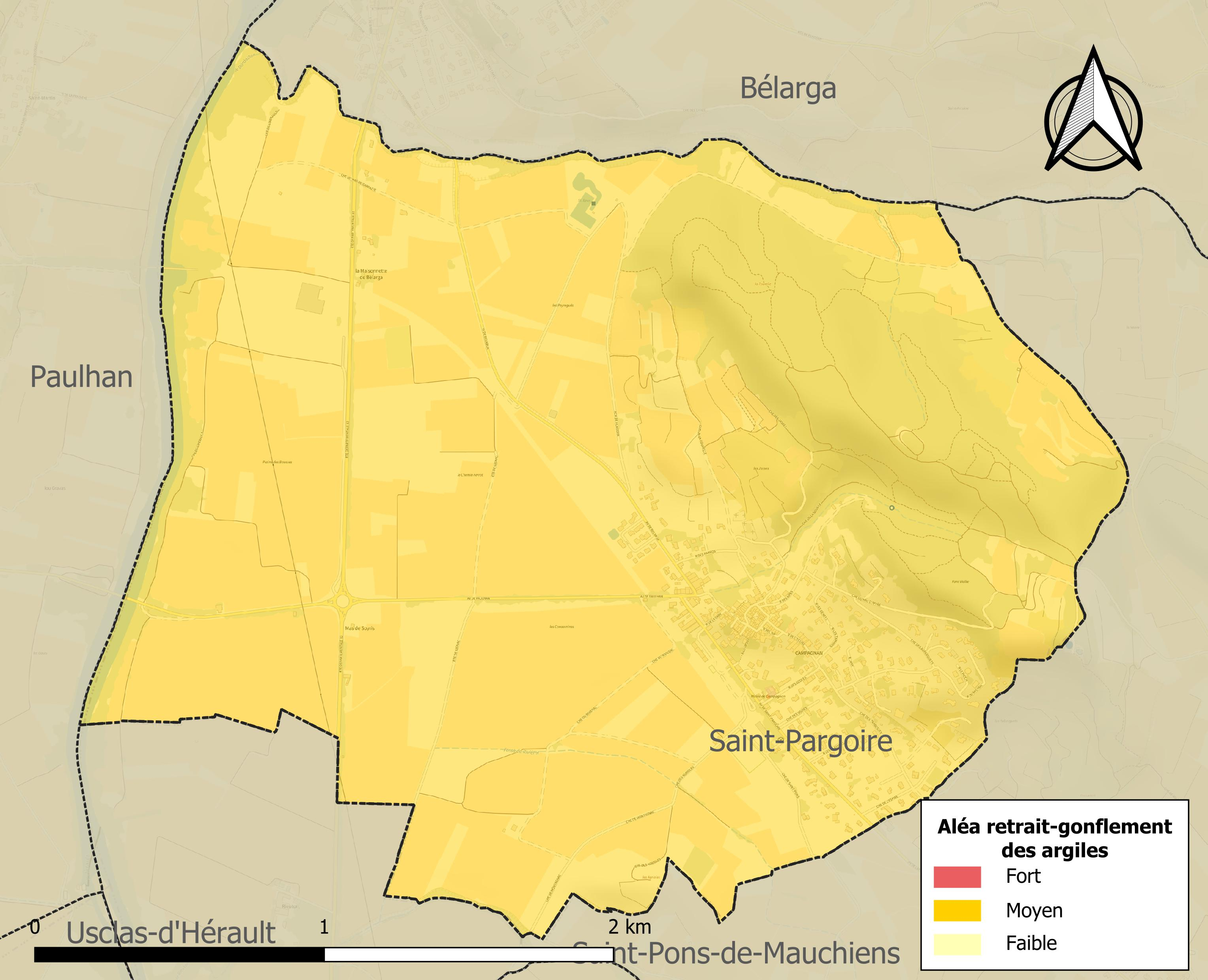
Carte des zones d'aléa retrait-gonflement des sols argileux de Campagnan.

Le retrait-gonflement des sols argileux est susceptible d'engendrer des dommages importants aux bâtiments en cas d’alternance de périodes de sécheresse et de pluie. La totalité de la commune est en aléa moyen ou fort (59,3 % au niveau départemental et 48,5 % au niveau national). Sur les 330 bâtiments dénombrés sur la commune en 2019, 330 sont en aléa moyen ou fort, soit 100 %, à comparer aux 85 % au niveau départemental et 54 % au niveau national. Une cartographie de l'exposition du territoire national au retrait gonflement des sols argileux est disponible sur le site du BRGM,.
Par ailleurs, afin de mieux appréhender le risque d’affaissement de terrain, l'inventaire national des cavités souterraines permet de localiser celles situées sur la commune.

#### Risques technologiques
Le risque de transport de matières dangereuses sur la commune est lié à sa traversée par des infrastructures routières ou ferroviaires importantes ou la présence d'une canalisation de transport d'hydrocarbures. Un accident se produisant sur de telles infrastructures est susceptible d’avoir des effets graves sur les biens, les personnes ou l'environnement, selon la nature du matériau transporté. Des dispositions d’urbanisme peuvent être préconisées en conséquence.
La commune est en outre située en aval du Barrage du Salagou, un ouvrage de classe A sur le Salagou, mis en service en 1968 et disposant d'une retenue de 102 millions de mètres cubes. À ce titre elle est susceptible d’être touchée par l’onde de submersion consécutive à la rupture de cet ouvrage.

## Histoire
Lors de la Révolution française, les citoyens de la commune se réunissent au sein de la société révolutionnaire, baptisée « société populaire des sans-culottes montagnards » en floréal an II. De plus, quelques habitants de Campagnan fréquentent la société voisine de Saint-Pargoire.
Au XIVe siècle, le village forme un carré fortifié qui s’appuie sur l’église. Au XVIIe siècle, hors des murs de fortification, un jeu de ballon est aménagé. Aux XVIIIe et XIXe siècles, des maisons en calcaire, moellons et enduit sont construites. Les toits sont à longs pans, avec des appentis, et ils sont couverts de tuiles creuses.

Au XIXe siècle, avec l’arrivée du chemin de fer et de la gare, un faubourg se crée au sud du village.

Grâce au vignoble et à la gare, l’activité commerciale de Campagnan se développe[réf. souhaitée].

## Politique et administration
| Période                                  | Période  | Identité                     | Étiquette | Qualité              |
| ---------------------------------------- | -------- | ---------------------------- | --------- | -------------------- |
| Les données manquantes sont à compléter. |          |                              |           |                      |
| 1790                                     | 1792     | Firmin Nougarede             |           |                      |
| 1792                                     | 1793     | Guillaume André              |           |                      |
| 1793                                     | 1794     | Jean-Pierre Saigner          |           |                      |
| 1794                                     | 1797     | Pierre Guiraud               |           |                      |
| 1797                                     | 1797     | Jean Bertrand                |           |                      |
| 1797                                     | 1808     | Jean-Antoine Bourrier        |           |                      |
| 1808                                     | 1817     | Firmin Nougarede             |           |                      |
| 1817                                     | 1825     | Jean Pouget                  |           |                      |
| 1825                                     | 1834     | Jean Bertrand                |           |                      |
| 1834                                     | 1837     | Justin Fulcrand Azemar       |           |                      |
| 1837                                     | 1846     | Antoine Victor Malzac        |           |                      |
| 1846                                     | 1848     | Prosper Cance                |           |                      |
| 1848                                     | 1849     | Antoine Fulcrand Malzac      |           |                      |
| 1849                                     | 1871     | Jacques Stanislas Barthelemy |           |                      |
| 1871                                     | 1871     | Théophile Conbernous         |           |                      |
| 1871                                     | 1876     | Léonard Bertrand             |           |                      |
| 1876                                     | 1888     | Victorien Soyris             |           |                      |
| 1888                                     | 1907     | Dieudonné Lautier            |           |                      |
| 1907                                     | 1919     | François Cannac              |           |                      |
| 1919                                     | 1925     | Paul Bisseux                 |           |                      |
| 1925                                     | 1947     | Jules Arnal                  |           |                      |
| 1947                                     | 1965     | René Arnal                   |           |                      |
| 1965                                     | 1977     | André Darolles               |           |                      |
| 1977                                     | 1989     | Jean-Louis Reverbel          |           |                      |
| 1989                                     | 2020     | Maurice Déjean               | PCF       | Agriculteur retraité |
| 2020                                     | En cours | Jean-Marc Isure              |           |                      |

## Démographie
Au dernier recensement, la commune comptait 719 habitants.
| 1793 | 1800 | 1806 | 1821 | 1831 | 1836 | 1841 | 1846 | 1851 |
| ---- | ---- | ---- | ---- | ---- | ---- | ---- | ---- | ---- |
| 251  | 221  | 261  | 264  | 266  | 260  | 270  | 270  | 252  |

| 1856 | 1861 | 1866 | 1872 | 1876 | 1881 | 1886 | 1891 | 1896 |
| ---- | ---- | ---- | ---- | ---- | ---- | ---- | ---- | ---- |
| 252  | 239  | 264  | 280  | 349  | 296  | 286  | 279  | 332  |

| 1901 | 1906 | 1911 | 1921 | 1926 | 1931 | 1936 | 1946 | 1954 |
| ---- | ---- | ---- | ---- | ---- | ---- | ---- | ---- | ---- |
| 380  | 405  | 352  | 336  | 358  | 390  | 366  | 330  | 314  |

| 1962 | 1968 | 1975 | 1982 | 1990 | 1999 | 2006 | 2008 | 2013 |
| ---- | ---- | ---- | ---- | ---- | ---- | ---- | ---- | ---- |
| 332  | 310  | 303  | 319  | 329  | 391  | 504  | 536  | 639  |

| 2018 | 2022 | - | - | - | - | - | - | - |
| ---- | ---- | - | - | - | - | - | - | - |
| 689  | 719  | - | - | - | - | - | - | - |

## Économie

### Revenus
En 2018, la commune compte 284 ménages fiscaux, regroupant 711 personnes. La médiane du revenu disponible par unité de consommation est de 21 780 € (20 330 € dans le département).

### Emploi
|                | 2008   | 2013   | 2018  |
| -------------- | ------ | ------ | ----- |
| Commune        | 6,2 %  | 7,5 %  | 6,8 % |
| Département    | 10,1 % | 11,9 % | 12 %  |
| France entière | 8,3 %  | 10 %   | 10 %  |

En 2018, la population âgée de 15 à 64 ans s'élève à 400 personnes, parmi lesquelles on compte 77 % d'actifs (70,3 % ayant un emploi et 6,8 % de chômeurs) et 23 % d'inactifs,. Depuis 2008, le taux de chômage communal (au sens du recensement) des 15-64 ans est inférieur à celui de la France et du département.
La commune fait partie de la couronne de l'aire d'attraction de Montpellier, du fait qu'au moins 15 % des actifs travaillent dans le pôle,. Elle compte 70 emplois en 2018, contre 80 en 2013 et 62 en 2008. Le nombre d'actifs ayant un emploi résidant dans la commune est de 282, soit un indicateur de concentration d'emploi de 24,8 % et un taux d'activité parmi les 15 ans ou plus de 55,3 %.
Sur ces 282 actifs de 15 ans ou plus ayant un emploi, 43 travaillent dans la commune, soit 15 % des habitants. Pour se rendre au travail, 89,7 % des habitants utilisent un véhicule personnel ou de fonction à quatre roues, 1,4 % les transports en commun, 5,4 % s'y rendent en deux-roues, à vélo ou à pied et 3,6 % n'ont pas besoin de transport (travail au domicile).

### Activités hors agriculture

#### Secteurs d'activités
44 établissements sont implantés  à Campagnan au 31 décembre 2019. Le tableau ci-dessous en détaille le nombre par secteur d'activité et compare les ratios avec ceux du département,.
| Secteur d'activité                                                                                        | Commune | Commune | Département |
| Secteur d'activité                                                                                        | Nombre  | %       | %           |
| --- | ------- | ------- | ----------- |
| Ensemble                                                                                                  | 44      |         |             |
| Construction                                                                                              | 11      | 25 %    | (14,1 %)    |
| Commerce de gros et de détail, transports, hébergement et restauration                                    | 12      | 27,3 %  | (28 %)      |
| Activités immobilières                                                                                    | 2       | 4,5 %   | (5,3 %)     |
| Activités spécialisées, scientifiques et techniques et activités de services administratifs et de soutien | 9       | 20,5 %  | (17,1 %)    |
| Administration publique, enseignement, santé humaine et action sociale                                    | 6       | 13,6 %  | (14,2 %)    |
| Autres activités de services                                                                              | 4       | 9,1 %   | (8,1 %)     |

Le secteur du commerce de gros et de détail, des transports, de l'hébergement et de la restauration est prépondérant sur la commune puisqu'il représente 27,3 % du nombre total d'établissements de la commune (12 sur les 44 entreprises implantées  à Campagnan), contre 28 % au niveau départemental.

#### Entreprises et commerces
L'entreprise ayant son siège social sur le territoire communal qui génère le plus de chiffre d'affaires en 2020 est : 
- SARL SCL Sud, travaux de peinture et vitrerie (385 k€)

### Agriculture
La commune est dans la « Plaine viticole », une petite région agricole occupant la bande côtière du département de l'Hérault. En 2020, l'orientation technico-économique de l'agriculture  sur la commune est la viticulture.
|               | 1988 | 2000 | 2010 | 2020 |
| ------------- | ---- | ---- | ---- | ---- |
| Exploitations | 38   | 26   | 21   | 14   |
| SAU (ha)      | 230  | 195  | 184  | 63   |

Le nombre d'exploitations agricoles en activité et ayant leur siège dans la commune est passé de 38 lors du recensement agricole de 1988  à 26 en 2000 puis à 21 en 2010 et enfin à 14 en 2020, soit une baisse de 63 % en 32 ans. Le même mouvement est observé à l'échelle du département qui a perdu pendant cette période 67 % de ses exploitations,. La surface agricole utilisée sur la commune a également diminué, passant de 230 ha en 1988 à 63 ha en 2020. Parallèlement la surface agricole utilisée moyenne par exploitation a baissé, passant de 6 à 5 ha.

## Culture locale et patrimoine

### Lieux et monuments
- La fontaine de la griffe : elle date du XXe siècle et est alimentée par la source de la Mayre.

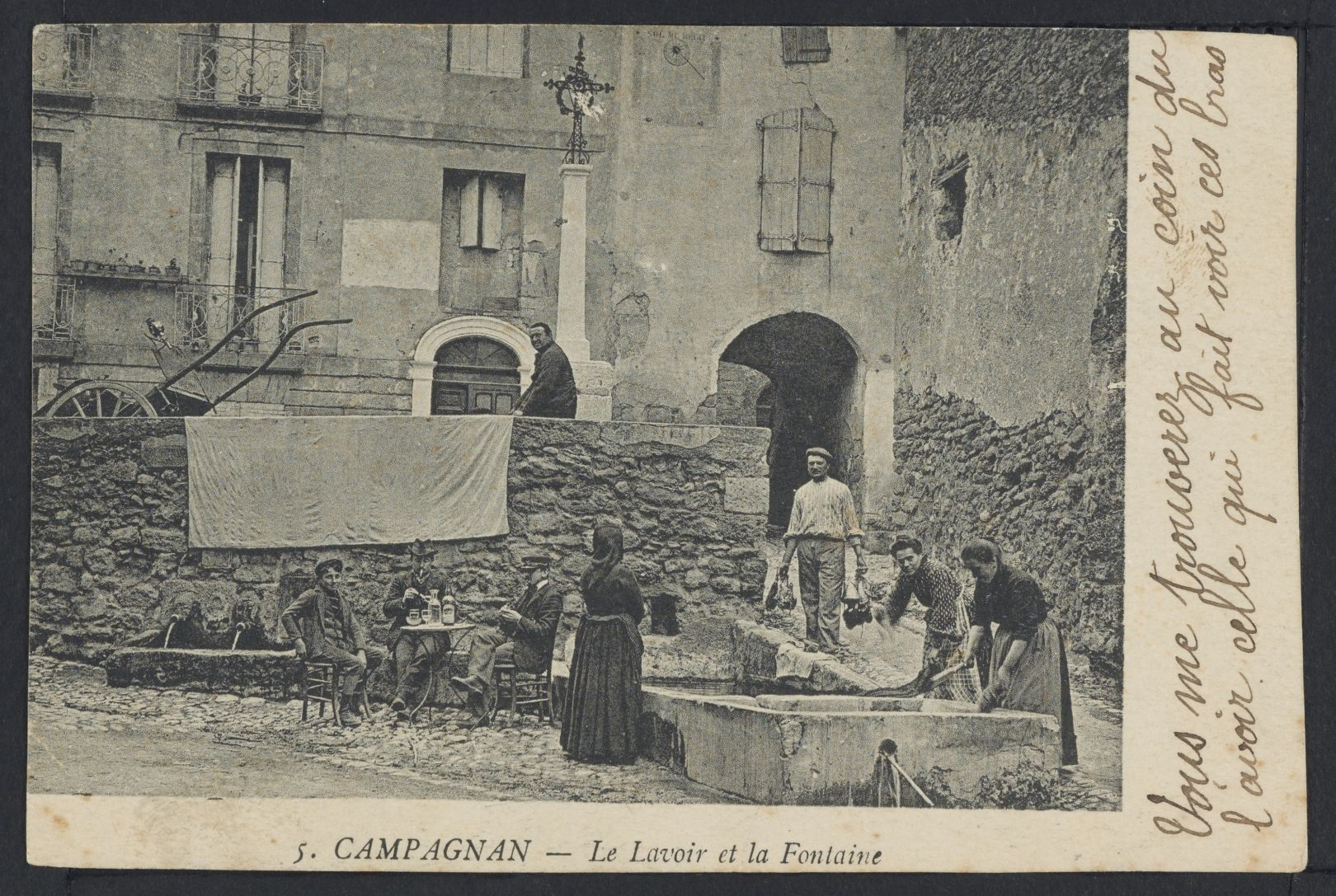
Le lavoir et la fontaine de Campagnan (début XXe siècle).

- Église Saint-Geniès-d'Arles-et-Saint-Geniès-de-Rome de Campagnan. L'église est dédiée aux saints Geniès d'Arles et Geniès de Rome.
- Église Saint-Geniès de Campagnan. L'édifice est référencé dans la base Mérimée et à l'Inventaire général Région Occitanie[29]. De nombreux objets sont référencés dans la base Palissy (voir les notices liées)[29].
- La Croix monumentale : elle est datée du XVIIIe – XIXe siècle. Le nom de son auteur est inconnu. Elle est en calcaire monolithe taillé et en fer forgé. Elle est composée de deux fers plats assemblés, portée par un fût posé sur un socle carré. Une inscription « Pries Dieu pour les Trépassés » y était portée sur le socle.
- Notre Dame des Champs : il s'agit d'une représentation de la Vierge Marie datant du XIXe siècle située sur un site boisé de la commune.

### Héraldique
|  | Les armoiries de Campagnan se blasonnent ainsi : D'or au pair losangé d'or et de sable. |

### Personnalités liées à la commune
- Louis Peyré (1923-2012), peintre figuratif français, est né à Campagnan.

### Fonds d'archives
- Fonds : Archives communales de Campagnan (1577-1941) [0,45 ml].  Cote : 47 EDT. Montpellier : Archives départementales de l'Hérault (présentation en ligne).